# Merseburg-Querfurt
Merseburg-Querfurt là một huyện cũ (Kreis) ở phía nam của Saxony-Anhalt, Đức. Các huyện giáp ranh (từ phía tây bắc theo chiều kim đồng hồ) là: Sangerhausen, Mansfelder Land, Saalkreis, thành phố không thuộc huyện Halle, the districts Delitzsch và Leipziger Land ở Saxony, các huyện Weißenfels và Burgenlandkreis, và Kyffhäuserkreis ở Thüringen.

## Lịch sử
Huyện được thành lập năm 1994 thông qua việc hợp nhất các huyện cũ Merseburg and Querfurt.

## Địa lý
Sông chính chảy qua huyện là Saale.

## Thị xã và đô thị
| Thị xã                              | Verwaltungsgemeinschaften | Đô thị tự do |
| ----------------------------------- | --- | ------------ |
| 1. Braunsbedra 2. Leuna 3. Querfurt | 1. Bad Dürrenberg (bao gồm cả thị xã Bad Dürrenberg) 2. Bad Lauchstädt (bao gồm cả thị xã Bad Lauchstädt) 3. Kötzschau 4. Laucha-Schwarzeiche (bao gồm cả thị xã Schafstädt) 5. Merseburg (bao gồm cả thị xã Merseburg) 6. Oberes Geiseltal (bao gồm cả thị xã Mücheln) 7. Weida-Land (bao gồm cả thị xã Schraplau) | 1. Schkopau  |